# إدواردو نيتو
إدواردو نيتو (بالبرتغالية: Eduardo da Silva Nascimento Neto) (مواليد 24 أكتوبر 1988)، هو لاعب كرة قدم كان يلعب كلاعب وسط.

## وصلات خارجية
- إدواردو نيتو على موقع اتحاد أوكرانيا (الإنجليزية)
- إدواردو نيتو على موقع رابطة كرة القدم اليابانية للمحترفين (اليابانية)
- إدواردو نيتو على موقع قاعدة بيانات كرة القدم.إي يو (الإنجليزية)
- إدواردو نيتو على موقع Soccerway.com (الإنجليزية)
- إدواردو نيتو على موقع عالم كرة القدم.نت (الإنجليزية)